# Танджиле
Танджиле (фр. Tandjilé, араб. تانجلي‎) — регион в Республике Чад. 

## География
Регион Танджиле находится в южной части Чада. На севере граничит с регионом Шари-Багирми, на западе с регионами Восточное Майо-Кеби и Западное Майо-Кеби, на юге с регионами Восточный Логон и Западный Логон, на востоке с регионами Мандуль и Среднее Шари.

## Население
Народы, населяющие Танджиле — марба (около 20 % от общего числа жителей), леле (13,7 %), нанджере (13,7 %), нгамби (12,7 %), габри (11 %). Помимо оседлого населения, в регионе проживают несколько десятков тысяч кочевников.
Крупные города Танджиле — административный центр региона Лай, а также Кело, Беноу, Бере.

## Административное деление
В административном отношении регион подразделяется на 2 департамента: Западное Танджиле (состоит из 8 подпрефектур: Кело, Бакшоро, Бере, Болого, Дафра, Дельбиан, Дого и Колон) и Восточное Танджиле (5 подпрефектур: Лаи, Дересия, Доно-Манга, Гидари и Ндам).

## Населённые пункты
- Дабге-Мбаса